# Фехелде
Фехелде (њем. Vechelde) општина је у њемачкој савезној држави Доња Саксонија. Једно је од 8 општинских средишта округа Пајне. Према процјени из 2010. у општини је живјело 16.074 становника. Посједује регионалну шифру (AGS) 3157007.

## Географски и демографски подаци
Фехелде се налази у савезној држави Доња Саксонија у округу Пајне. Општина се налази на надморској висини од 74 метра. Површина општине износи 75,9 km². У самом мјесту је, према процјени из 2010. године, живјело 16.074 становника. Просјечна густина становништва износи 212 становника/km².

## Међународна сарадња
| Мјесто      | Држава | Врста сарадње | Од    |
| ----------- | ------ | ------------- | ----- |
| Валкеакоски | Финска | партнерство   | 1986. |
| Извор       |        |               |       |